# Socorro Neri
Maria do Socorro Neri Medeiros de Souza (Tarauacá, 19 de maio de 1966), é uma pedagoga, professora e política brasileira filiada ao Progressistas (PP). É ex-prefeita de Rio Branco.

## Biografia
Maria do Socorro Neri Medeiros de Souza nasceu em Tarauacá, no Acre, em 1966. É pedagoga, formada pela Universidade Federal do Acre. Possui mestrado e doutorado em Educação, realizados na Universidade Federal do Rio de Janeiro (UFRJ) e Universidade Federal de Minas Gerais (UFMG). Docente da UFAC, foi vice-reitora e pró-reitora de graduação.
Em 2016, disputou a prefeitura de Rio Branco ao lado de Marcus Alexandre (PT) como vice-prefeita pela chapa "Frente Popular de Rio Branco". Foram eleitos em primeiro turno, com 54% dos votos válidos.
Em 2018, com a renúncia de Marcus para disputar o governo do Acre, Socorro assumiu a prefeitura da capital, tornando-se a primeira mulher a comandar o executivo rio-branquense.
Em 2020, concorreu à reeleição para a prefeitura de Rio Branco, sendo derrotada por Tião Bocalom, no 2° turno.
No dia 4 de maio de 2021, foi nomeada, pelo então governador Gladson Cameli (PP), para o cargo de Secretária da Educação, Cultura e Esportes do Acre (SEE), ficando por quase 1 ano sob o comando da pasta, apenas deixando-a para a disputa da Câmara Federal em 2022 onde Socorro Neri foi candidata.
Foi eleita, pelo PP, deputada federal nas eleições de 2022, sendo a mais votada de todo o estado do Acre com cerca de 25.842 votos.
Ocupou a presidência do PP de maio de 2023 a abril de 2024.